# Kay Swift
Katherine Swift (* 19. April 1897; † 28. Januar 1993) war eine US-amerikanische Komponistin von Popular- und klassischer Musik.
Swift studierte am Institute of Musical Art (aus dem die Juilliard School entstand) Klavier bei Bertha Tapper sowie Komposition bei Arthur Edward Johnstone und setzte ihre Studien am New England Conservatory bei Charles Martin Loeffler (Komposition) und Heinrich Gebhard (Klavier) fort. Außerdem nahm sie Unterricht in den Fächern Kontrapunkt und Orchestrierung bei Percy Goetschius. Sie war mit James Warburg verheiratet, mit dem sie drei Kinder hatte. 
Swift ist als die erste Komponistin, die ein Musical komponierte, in die Musikgeschichte eingegangen. Ihre Komposition Can’t We Be Friends? (1929) wurde ihr erster Hit. Das 1930 geschriebene Stück Fine and Dandy enthält einige ihrer bekanntesten Songs; der Titelsong wurde ein Jazzstandard. Swift arrangierte und komplettierte auch einige Werke von George Gershwin, etwa sein Prelude und Sleepless Night (1946).